# Tracey Ullman
Tracey Ullman (* 30. prosince 1959, Slough, Spojené království) je britská herečka, komička, zpěvačka, tanečnice a scenáristka, která již mnoho let působí ve USA. Nejznámější je patrně díky své vlastní show s názvem The Tracey Ullman Show.